# Рутульская кухня
Рутульская кухня — национальная кухня рутульского народа; одна из древнейших кухонь Северного Кавказа.
Основная пища мучная и мясо-молочная. Наиболее распространённые блюда: пирог с мясом или травой (гырц), хинкал разных форм и размеров, курзе (гырцбыр), плов, голубцы (дулма), просяная и толоконная каши, макароны домашнего приготовления с высушенным мясом или бараниной (кьинкий). Выпекался хлеб нескольких видов из пресного и кислого теста.
Основные компоненты кухни определяются предписаниями ислама и природными условиями: горный климат обусловил широкое распространение в рутульской кухне баранины, говядины, птицы, речной (самурской) рыбы, кисло-молочных продуктов (сыр, творог), а также фруктов и овощей. Широкое распространение получили специи и приправы, а также разнообразная зелень: петрушка, кресс-салат, зелёный и чёрный базилик, укроп, кориандр, горький и душистый перец, кинза, мята, сельдерей, тархун (эстрагон), порей, зелёный лук, чеснок, чебрец и т. д.

## Традиционные блюда
- Дулма (рут. Дулмабыр)
- Каша просеянная (рут. Йигь)
- Каша толокняная (рут. Суит кашир)
- Пельмени (рут. Гырцыбыр, Хварчелбыр)
- Плов (рут. Дуьгуьед ямаг)
- Суп-хинкал (рут. Кьинкlий)
- Хинкал (виды: галушки, хинкал тонкий, лапша) (рут. Хинкъар)
- Хинкал пшеничный (рут. Гъыкад хинкар)
- Лепешки с ничинкой из мяса, творога, картофеля или зелени (рут. Гырц, Гунз)
- Лепешки слоённые (рут. КIикIербыр) (подают с сыром или с сырным соусом (рут. Кьильдзир)

## Традиционные пряности
- Гвоздика
- Имбирь
- Кардамон
- Корица
- Куркума
- Мята
- Шафран

## Напитки
- Чай
- Тан
- Хан
- Айран

## Соусы
- Аджика